# 대한화사전
《대한화사전》(大漢和辭典 일본어: だいかんわじてん)은 일본 다이슈칸쇼텐에서 발행하고 있는 한자-일본어 사전으로, 일본의 한학자인 모로하시 데쓰지(일본어: 諸橋轍次)와 다이슈칸 서점 사장인 스즈키 잇페이(일본어: 鈴木一平)가 중심이 되어 수십 년의 세월을 거쳐 만들어낸 한자 사전이다.

## 편찬 역사
한학자였던 모로하시는 중국어를 공부하기 위해 1917년에 중국에 건너 갔을 때, 글자와 뜻풀이, 용례 및 출전을 모두 알 수 있는 사전이 없는 것에 주목했다. 《강희자전》은 글자와 뜻풀이가 실려 있었지만 출처가 표시되어 있지 않았고, 《패문운부》(佩文韻府, 중국의 운서)에는 용례는 있었으나, 뜻풀이가 없었다. 1919년 모로하시는 약 20권의 연구노트를 가지고 일본으로 돌아왔다. 그 후 다이슈칸의 사장인 스즈키 잇페이가 초대형 한자 사전을 편찬할 구상을 가지고 그 적임자로 모로하시를 찾아갔다. 너무나 방대한 작업규모에 모로하시는 처음에 거절했으나, 약 1년 3개월에 걸친 교섭과 설득끝에 사전 편찬 프로젝트를 수락한다. 모로하시의 예비조사결과 편찬 작업은 예상보다 훨씬 방대한 규모임이 밝혀져 주저하기도 했으나, 두 사람의 협의에 따라 다이슈칸 서점내에 전용 조판소가 마련되었다.
1943년 제1권이 간행되었으나, 연합군의 폭격으로 다이슈칸 서점 본사및 인쇄소 및 저작이 모두 파괴되었다. 전후 남겨진 교정판을 중심으로 작업이 재개되지만, 활자 관계의 인력 부족으로 종래의 방식으로는 작업 진행이 어렵다고 판단, 사진 식자기 연구소에 사진 식자 원자의 작성을 요청하여, 끈질긴 설득 끝에 협조를 얻는다. 동시에 스즈키 사장은 아들들을 다니고 있던 대학에서 중퇴시켜, 편찬·인쇄·경영을 전수하는 등 온 가족 단위로 사전 작업에 몰두하였다.
1957년에 스즈키는 기쿠치 간 상을 수상하고, 1960년에 전 13권이 완성되어 작업이 일단락된다. 1965년 모로하시는 문화훈장을 수상하였고 1982년에 사망했다. 2000년에 보충판을 포함 전 15권이 완성되어 모로하시가 최초로 구상했던 모든 작업이 완료되었다.

## 특징
전 13권, 보충 1권, 어휘 색인 1권의 15권으로 구성되어 있다. 약 5만이 넘는 한자와 53만에 달하는 숙어를 그 출전인 중국의 고전(《시경》, 《논어》, 《맹자》, 《장자》 등)과 함께 수록했으며, 약 1만이 넘는 전서체도 수록되어 있다. 한자의 본고장인 중국 정부로부터도 도서관 비치용으로 주문을 받았다고 하며, 한국의 대학교, 도서관 등에도 비치되어 있는 것으로 알려져 있다. 판본이 크고 가격이 고가이므로, 개인이 소장하기는 쉽지 않다. 정보화 시대를 맞아 디지털화의 요청이 끊이지 않으나, 컴퓨터에서 처리가능한 한자 외의 한자가 많은 점과 방대한 작업량 때문에 아직 실현되지 않고 있다.
사전 편찬을 전담한 다이슈칸 서점은 편찬 과정에서 심각한 재정난에 시달렸다고 한다. 국가 규모의 대규모 사전 편찬 작업을 개인의 의지로 실현해낸 사례로서 그 가치를 인정받고 있다.

## 같이 보기
- 대한민국 《한한대사전》(漢韓大辭典)
- 중국 《한어대사전》(漢語大詞典)
- 중화민국 《중문대사전》(中文大辭典)

## 참고 자료
- 「시명다식」, 생물백과사전을 만나다(대한화사전, 大漢和辭典), 정학유 저, 허경진 역, 한길사(2007년, 20~23p)